# Misje dyplomatyczne Trynidadu i Tobago

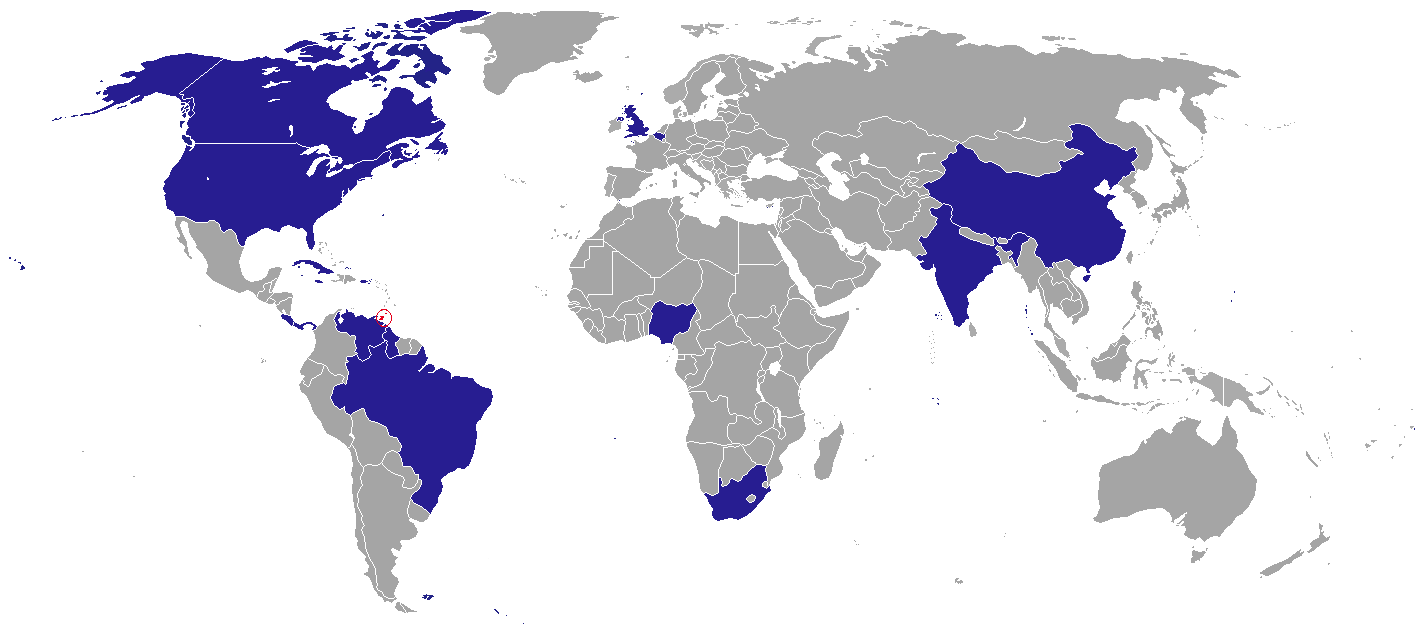
Kraje, w których Republika Trynidadu i Tobago ma swoje przedstawicielstwa dyplomatyczne

Misje dyplomatyczne Trynidadu i Tobago – przedstawicielstwa dyplomatyczne Republiki Trynidadu i Tobago przy innych państwach i organizacjach międzynarodowych. Poniższa lista zawiera wykaz obecnych ambasad, wysokich komisji i konsulatów zawodowych. Nie uwzględniono konsulatów honorowych.

## Europa

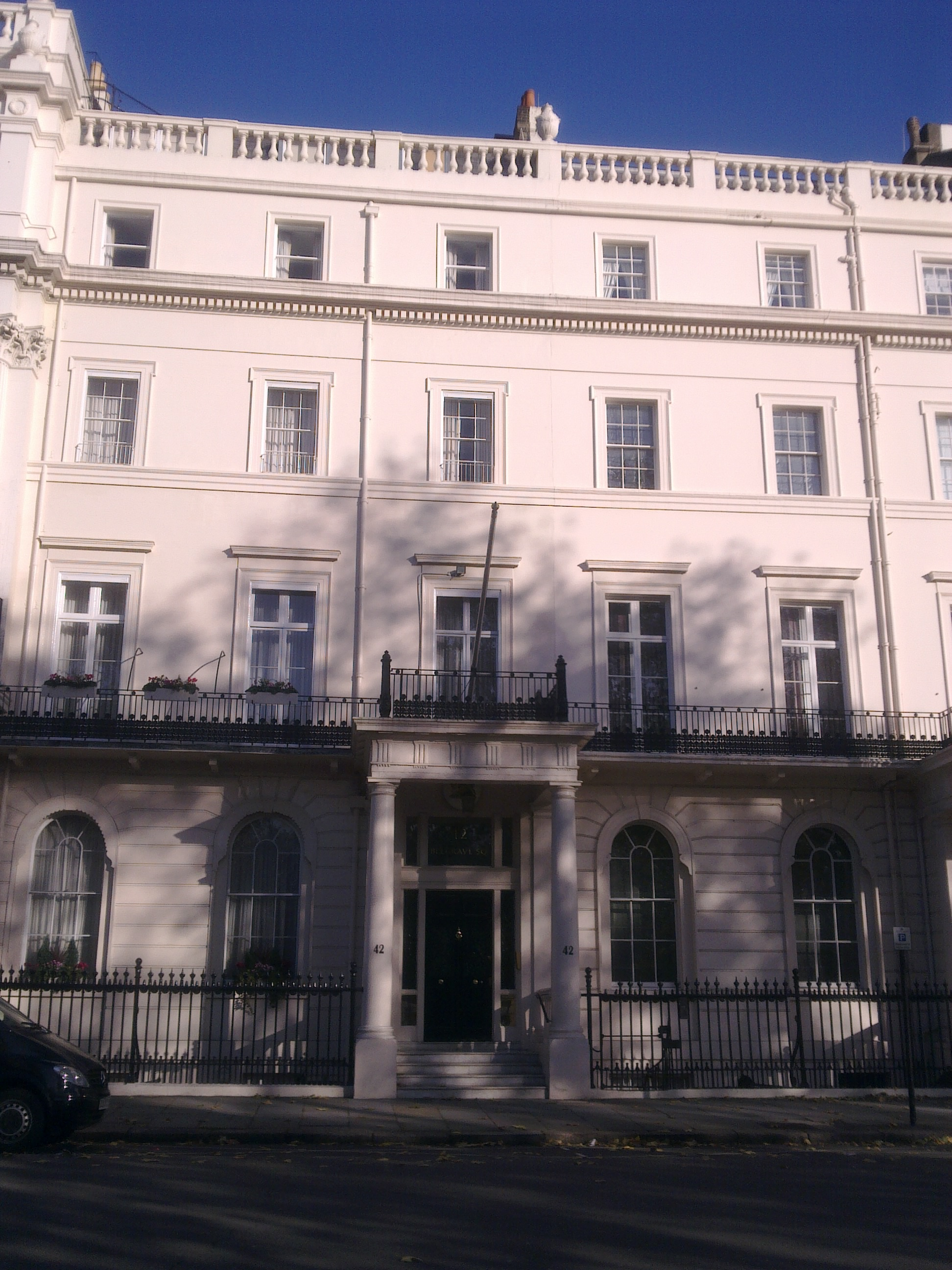
Wysoka Komisja Trynidadu i Tobago w Londynie

- Belgia
  - Bruksela (Ambasada)
- Wielka Brytania
  - Londyn (Wysoka komisja)

## Ameryka Północna, Środkowa i Karaiby

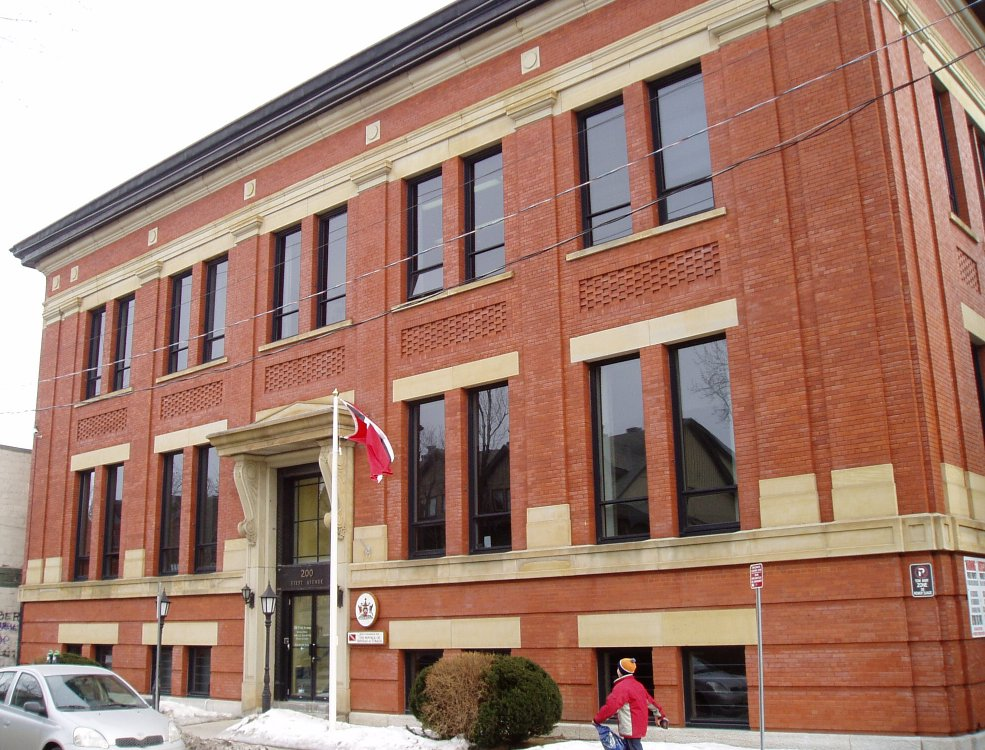
Wysoka Komisja Trynidadu i Tobago w Ottawie

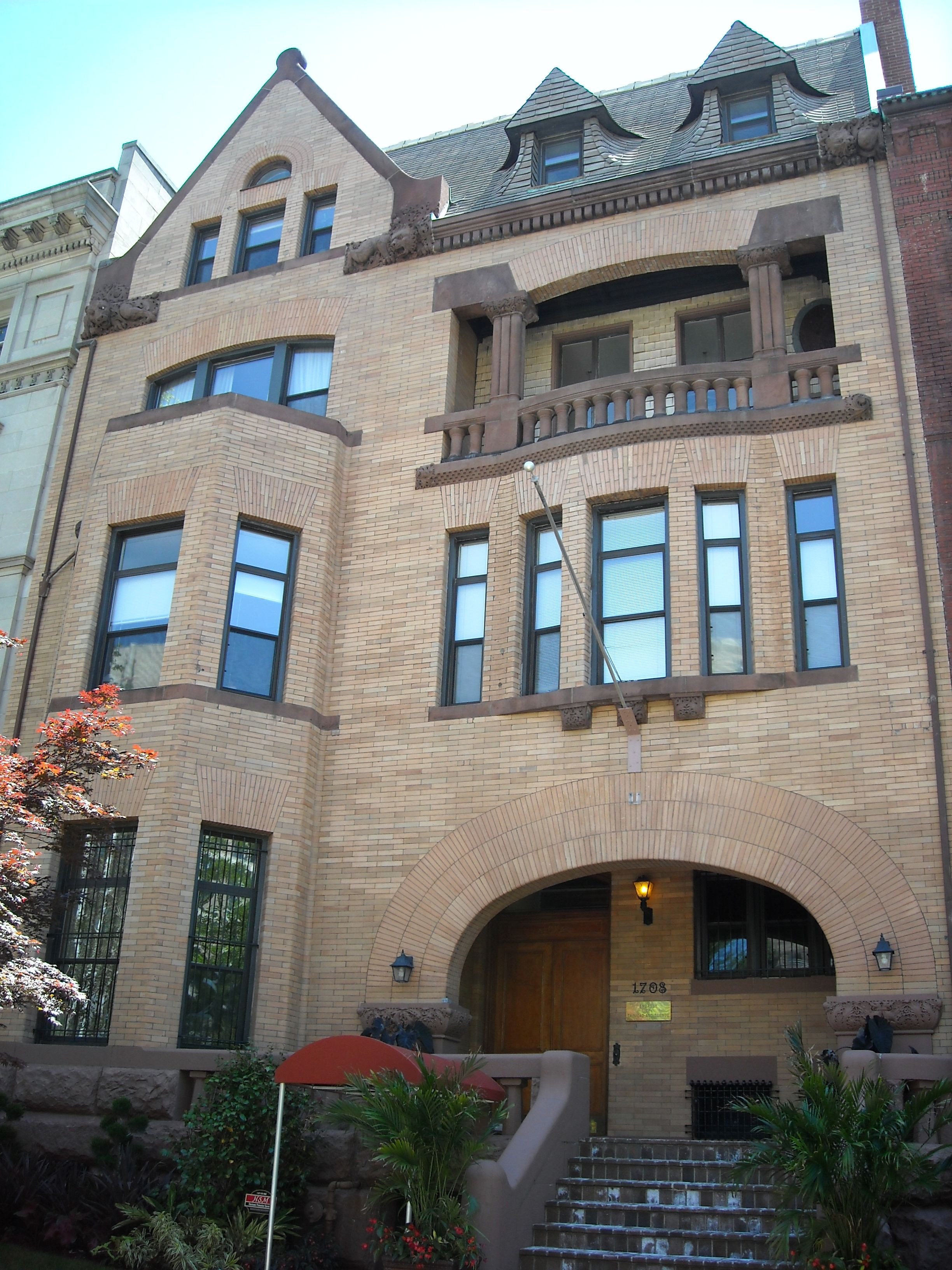
Ambasada Trynidadu i Tobago w Waszyngtonie

- Kanada
  - Ottawa (Wysoka komisja)
  - Toronto (Konsulat generalny)
- Jamajka
  - Kingston (Wysoka komisja)
- Kostaryka
  - San José (Ambasada)
- Kuba
  - Hawana (Ambasada)
- Panama
  - Panama (Ambasada)
- Stany Zjednoczone
  - Waszyngton (Ambasada)
  - Miami (Konsulat generalny)
  - Nowy Jork (Konsulat generalny)

## Ameryka Południowa
- Brazylia
  - Brasília (Ambasada)
- Wenezuela
  - Caracas (Ambasada)

## Afryka
- Nigeria
  - Abudża (Wysoka komisja)
- Południowa Afryka
  - Pretoria (Wysoka komisja)

## Azja
- Chiny
  - Pekin (Ambasada)
- Indie
  - Nowe Delhi (Wysoka komisja)

## Organizacje międzynarodowe
- ONZ
  - Nowy Jork - Stałe Przedstawicielstwo przy Organizacji Narodów Zjednoczonych
  - Genewa - Stałe Przedstawicielstwo przy Biurze Narodów Zjednoczonych i innych organizacjach